# Oncia liquida

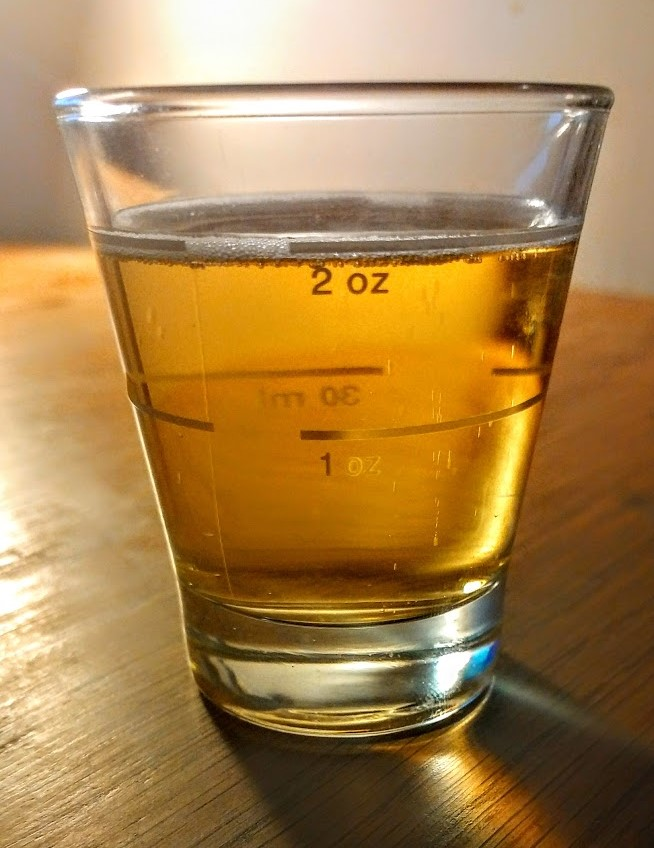
Un cicchetto da 2 fl. oz. pieno

L'oncia liquida (o oncia fluida), abbreviata fl. oz. (dall'italiano arcaico: onza fluida) è un'unità di misura del volume usata sia nel Sistema imperiale britannico sia nell'uso corrente degli Stati Uniti d'America. Tuttavia le due misure non sono esattamente uguali:
- l'oncia liquida del Sistema imperiale britannico è pari a 1⁄160 del gallone imperiale e 1⁄20 della pinta imperiale, cioè equivale a 28,41 ml.
- l'oncia liquida in uso negli Stati Uniti è definita come 1⁄128 di un gallone americano o 1⁄16 di una pinta americana, cioè equivale a 29,57 ml.

Infine esiste una regolamentazione federale USA che stabilisce il valore dell'oncia liquida a esattamente 30 ml, il cui uso è prescritto sulle etichette degli alimenti.